# Ruchi
Der Ruchi ⓘ (3107 m ü. M.) ist ein Berg in den Glarner Alpen zwischen Linthal und Waltensburg/Vuorz in den Kantonen Glarus und Graubünden  in der Schweiz. Der Name Ruchi bezeichnet öde Schutthalden (Schweizerdeutsch: ruch = rau).

## Geographie
Der Ruchi gehört zur Hausstockgruppe, einer Untergruppe der Glarner Alpen. Er liegt zwischen dem Hausstock (3158 m ü. M.) und dem Kistenpass (2729 m ü. M.). Über den Gipfel verläuft die Kantonsgrenze zwischen Glarus und Graubünden, sowie die Gemeindegrenze zwischen Glarus Süd und Waltensburg/Vuorz.
Am Fuss seiner Westflanke liegt der Muttsee. Auf der Ostseite besitzt der Ruchi einen Gletscher, den Glatscher da Gavirolas.
Zu den Nachbargipfeln gehören der Chli Ruchi, der Hausstock, der Piz Fluaz, der Muttenstock, der Nüschenstock, der Rüchi, der Scheidstöckli und das Hintersulzhorn.
Talorte sind Tierfehd, Pigniu, Andiast und Waltensburg/Vuorz. Häufiger Ausgangspunkt ist die Muttseehütte.

## Flora
Auf dem Gipfel des Ruchi gedeiht eine spärliche Vegetation aus Flechten (z. B. Thamnolia vermicularis), Moosen und Polsterpflanzen.

## Gestein
Der Ruchigipfel besteht aus einer Kappe aus Verrucano der Mürtschendecke von etwa 50 Meter Mächtigkeit. Der Gipfel stellt eine Kulmination der Mürtschendecke dar, indem die Überschiebungsgrenze der Glarner Hauptüberschiebung nach Norden, Osten und Süden abfällt.

## Windstation
Auf dem Gipfel des Ruchi befindet sich eine von 160 Windstationen des Interkantonalen Mess- und Informationssystems (IMIS). Das System wird in Zusammenarbeit von Bund, Kantonen, Gemeinden, dem WSL-Institut für Schnee- und Lawinenforschung SLF sowie von weiteren Interessenverbände betrieben. Die dazugehörende Schneestation befindet sich neben dem Muttsee, auf 2474 m ü. M. Die Windstation misst jede halbe Stunde Windgeschwindigkeit (Mittel und Spitze), Windrichtung, Lufttemperatur und relative Luftfeuchtigkeit. Der Lawinenwarndienst sowie Sicherheitsbeauftragte der ganzen Schweiz werden so mit aktuellen Informationen aus entlegenen und/oder unzugänglichen Gebieten versorgt. Die Daten können auf der Webseite des SLF angeschaut werden.

## Routen zum Gipfel

### Von Südwesten
- Ausgangspunkt: Tierfehd (803 m), Kalktrittli (1860 m) oder Muttseehütte (2501 m)
- Via: Hintersulzlücke (2646 m)
- Schwierigkeit: EB, Weg nicht durchgehend sichtbar
- Zeitaufwand: 9 Stunden von Tierfehd, 5¼ vom Kalktrittli oder 2½ Stunden von der Muttseehütte
- Bemerkung: Bis Kalktrittli kann mit der Seilbahn der Kraftwerke Linth-Limmern gefahren werden.[3]

### Von Norden
- Ausgangspunkt: Linthal (662 m)
- Via: Durnachtal, Hintersulz
- Schwierigkeit: ZS
- Zeitaufwand: 8 Stunden
- Bemerkung: Schlechter Fels, nicht lohnend
- Erstbegehung: A. Blumer, J. Hefti und R. Schmid, 20. August 1947

### Von Nordosten
- Ausgangspunkt: Hausstock (3158 m)
- Via: Chli Ruchi
- Schwierigkeit: WS
- Zeitaufwand: 1½ Stunden
- Bemerkung: z. T. mit Drahtseilen gesichert

### Von Süden
- Ausgangspunkt: Muttenstock (3089 m)
- Via: Südgrat
- Schwierigkeit: ZS
- Zeitaufwand: 2 Stunden
- Bemerkung: Mühsam in sehr losem Gestein
- Erstbegehung: Gyer und Wortmann, 10. August 1901

## Galerie

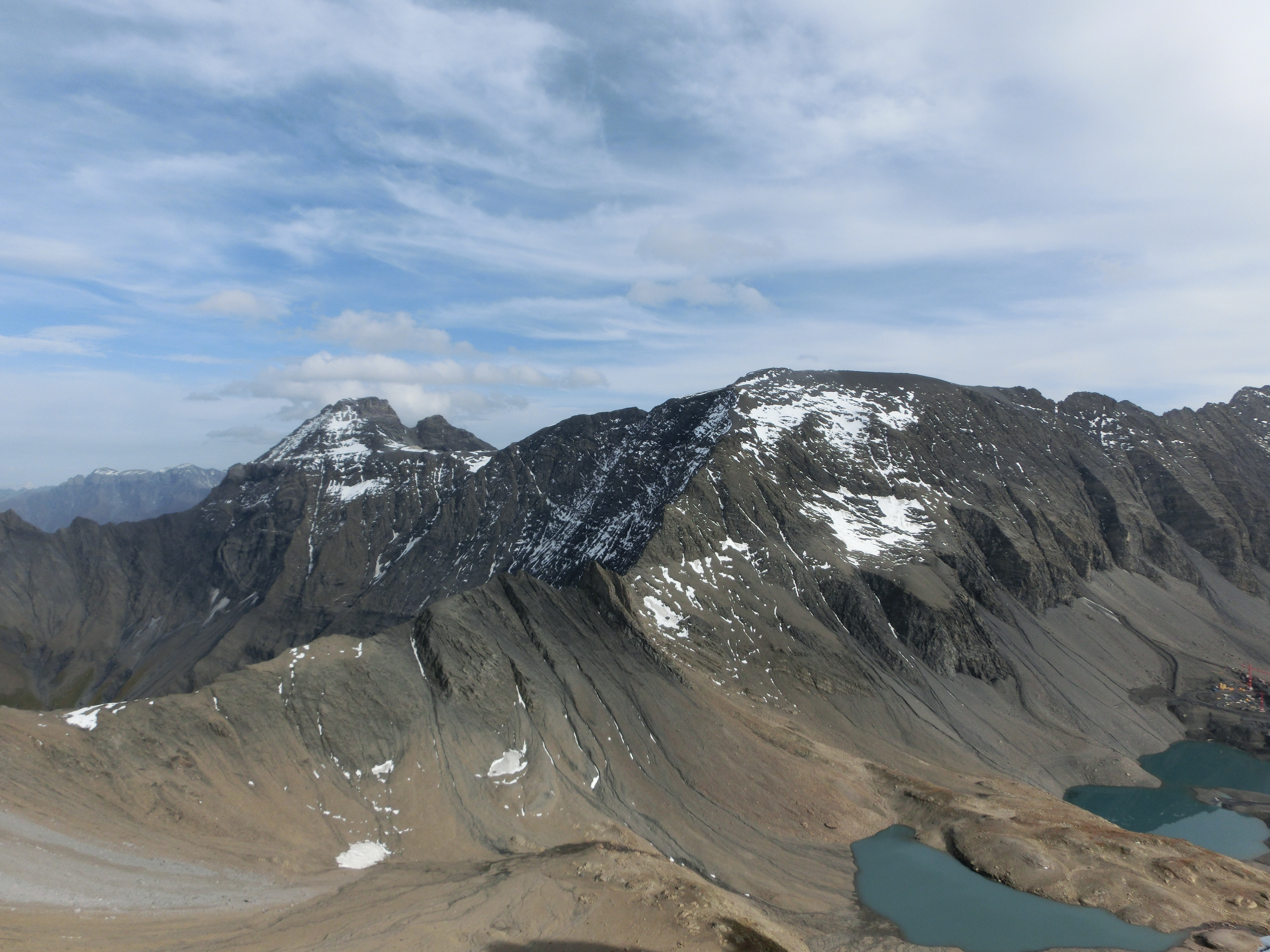
Hausstock und Ruchi, vom Rüchi aus aufgenommen.
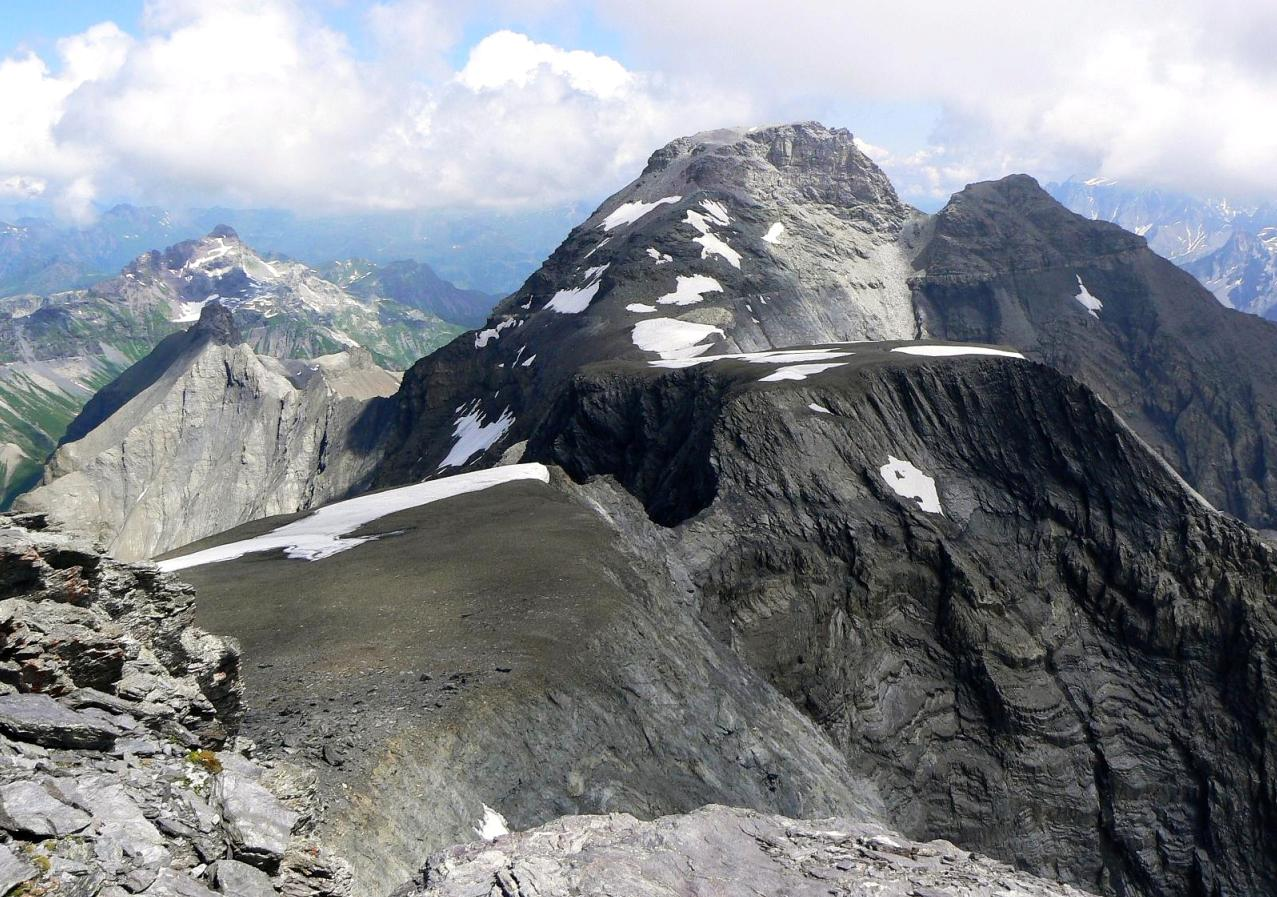
Blick zum Hausstock.
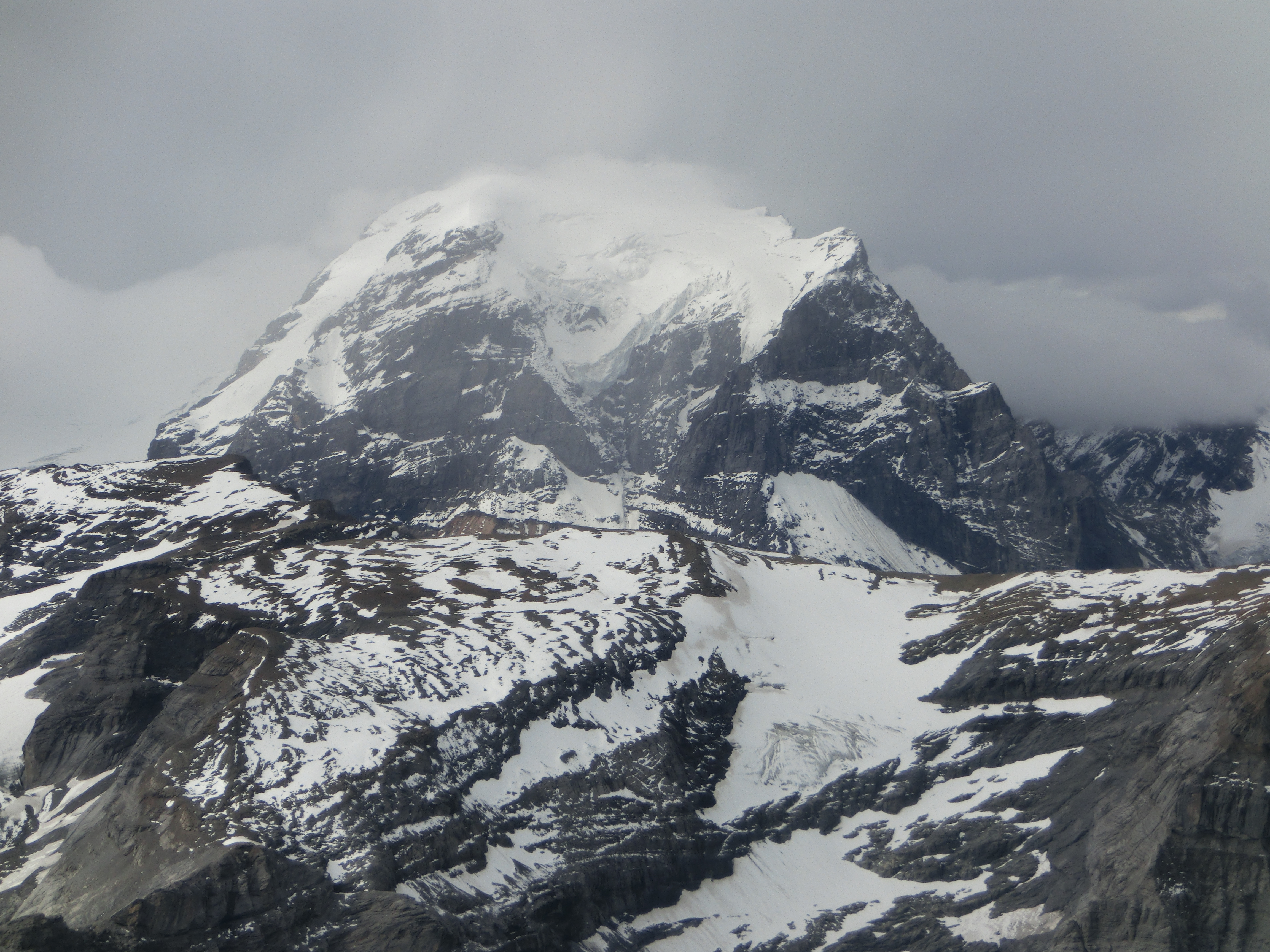
Blick zum Tödi.
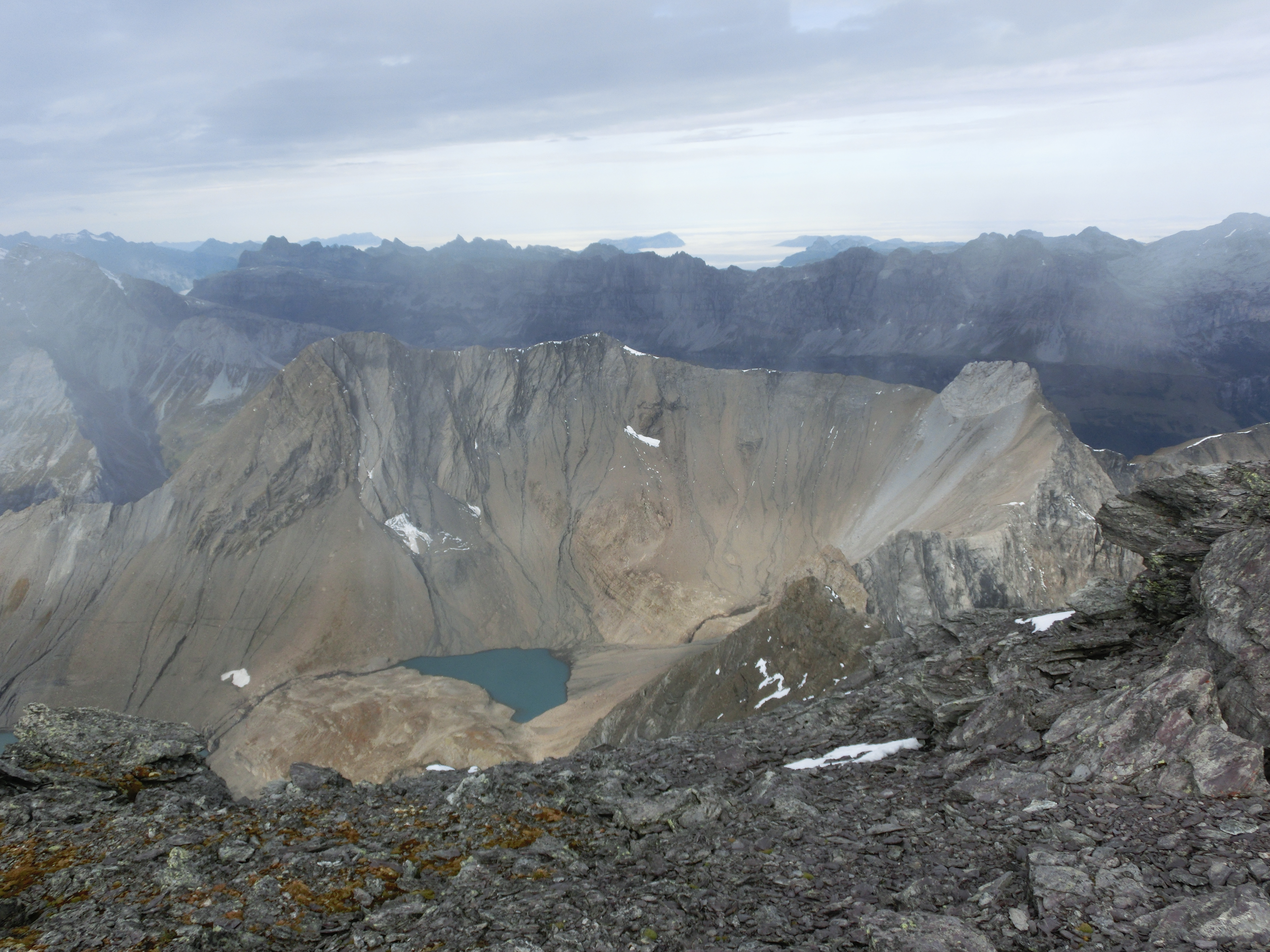
Blick Richtung Westen zu Nüschenstock, Rüchi und Scheidstöckli.
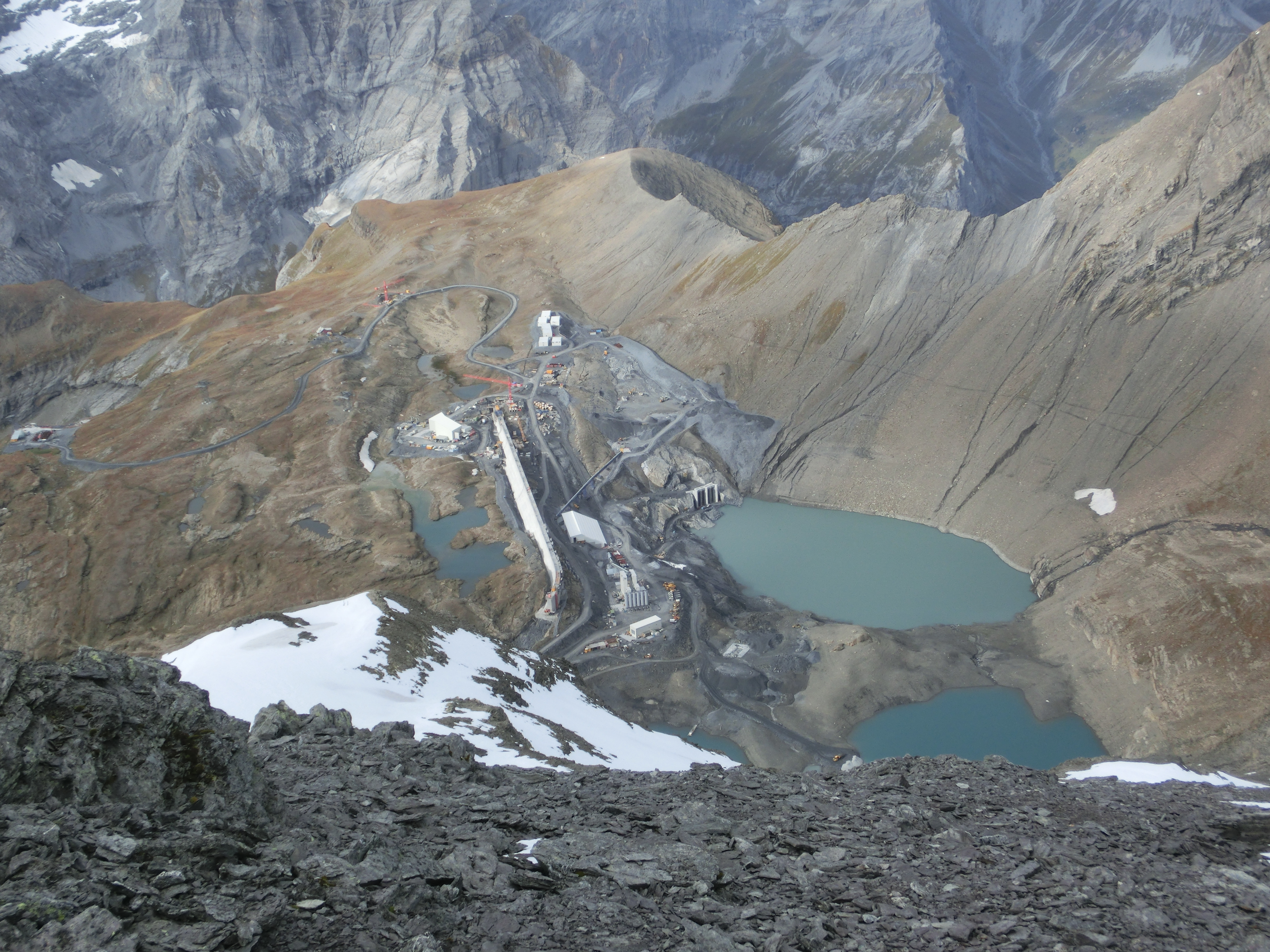
Blick zur Baustelle Muttsee der Kraftwerke Linth-Limmern AG.